# 奧米拉 (加利福尼亞州)
奧米拉（英語：Omira）是位於美國加利福尼亞州拉森縣的一個非建制地區。該地的面積和人口皆未知。

## 地理
奧米拉的座標為39°58′01″N 120°04′39″W / 39.96694°N 120.07750°W，而該地的平均海拔高度為1325米（即4347英尺）。